# Ярушин Станіслав Сергійович
Ярушин Станіслав Сергійович (рос. Ярушин Станислав Сергеевич; нар. 14 січня 1981, Челябінськ, СРСР) — російський актор, шоумен, телеведучий, співак, продюсер. Учасник команд КВК «Повітове місто» та «Особи уральської національності», чемпіон Вищої ліги КВК 2002 року. Продюсер та ведучий "Yarushin Hockey Show" на телеканалі Матч ТВ. Відомий за роллю Антона Мартинова в телевізійних серіалах «Універ», «Універ. Нова общага» та «Універ. 10 років по тому» та «Універ. 13 років потому». 

## Біографія
Станіслав Ярушин народився 14 січня 1981 року в Челябінську, Росія. Закінчив школу №46 Челябінська, після закінчення школи поступив до Челябінського державного агроінженерного університету як члена університетської хокейної команди.
У 2000 році закінчив хокейну кар'єру і почав грати в команді КВК «Повітове місто», в якій в 2002 став чемпіоном Вищої ліги КВК, а в 2004 - володарем Літнього кубка КВК.
З 2003 по 2007 рік - актор команди КВК «Обличчя уральської національності (ЛУНу)». У 2006 році «ЛУНа» у фіналі Вищої ліги КВК зайняла друге місце.
У 2008 році одружився з Поліною Бісеровою, але через рік пара розлучилася.
У 2011 року почав зніматися у серіалі «Універ» у ролі Антона Мартинова.
З 12 серпня 2011 одружений з Оленою Ярушиною. У подружжя двоє дітей: дочка Стефанія (нар. 29 січня 2012) та син Ярослав (нар. 21 липня 2014).
В 2016 вийшов дебютний альбом «Про це».
2017 року вийшов музичний альбом «#макспро2008».
У січні 2018 року завів канал на YouTube, створив компанію Y-Generation Production, яка займається створенням телевізійного, інтернет-та event-контенту.
У серпні 2018 року став провідним інтернет-шоу Нічний Контакт.
У січні 2019 року випустив лінію одягу Y-Generation Wear.
У березні 2019 року став продюсером та ведучим «Yarushin Hockey Show».
У грудні 2019 року вийшов альбом Просто.
У листопаді 2020 року організував гольф-турнір "Кубок Стаса".
У вересні 2021 року став учасником шоу Зірки в Африці на телеканалі ТНТ, де зайняв четверте місце.
У вересні 2022 року став учасником третього сезону шоу Зірки в Африці. Битва сезонів на телеканалі ТНТ. У цьому ж році брав участь у телешоу Аватар на НТВ, де керував аватаром Мауглі.

## Фільмографія
Фільми:
- 2008 — Універ
- 2011 — Універ. Нова общага
- 2013 — СашаТаня
- 2013 — Університет монстрів
- 2017 — Будівництво
- 2021 — Love
- 2021 — Універ. 10 років по тому

•  2025 - The Last Of Us
Телевізійні роботи:
- «Велике місто» на СТС (провідний)
- «Колір нації» на СТС (ведучий)
- Yesterday Live Перший канал (актор)
- «Незвідана хокейна Росія» на Матч ТВ (ведучий)
- Yarushin Hockey Show Yarushin Hockey Show на телеканалі Матч ТВ (продюсер, ведучий)

Дискографія:
- 2016 — «Про це»
- 2017 — «#іетотзапіл»
- 2019 — «Просто»